# Juarez
Juarez és una pel·lícula de drama històric estatunidenca de 1939 dirigida per William Dieterle. El guió d'Aeneas MacKenzie, John Huston i Wolfgang Reinhardt es basa en la biografia de 1934 The Phantom Crown de Bertita Harding i l'obra de 1925 Juarez and Maximilian de Franz Werfel.

## Argument
Napoleó III aprofita la Guerra Civil americana per eludir la doctrina Monroe i ampliar el seu poder ajudant l'emperador Maximilian von Habsburg a afegir Mèxic al seu imperi.

## Repartiment
- Paul Muni com Benito Juárez
- Bette Davis com Carlota de Mèxic
- Brian Aherne com Maximilià I de Mèxic
- John Garfield com Porfirio Díaz
- Claude Rains com Napoleó III
- Donald Crisp com General mariscal Achille Bazaine
- Joseph Calleia com Alejandro Uradi
- Gale Sondergaard com emperadriu Eugènia
- Gilbert Roland com Coronel Miguel Lopez
- Henry O'Neill com General Miguel Miramón
- Harry Davenport com Dr. Samuel Basch
- Louis Calhern com Le Marc
- Walter Kingsford com Princep von Metternich
- Irving Pichel com Gen. Carbajal
- Montagu Love com Jose de Montares
- John Miljan com Mariano Escobedo
- Mickey Kuhn com Agustín de Iturbide y Green
- Martí Garralaga com Negroni
- Holmes Herbert com Mariscal Randon (sense acreditar)
- Frank Reicher com Charles, duc de Morny (sense acreditar)

## Producció
Ja l'any 1935, el productor Hal B. Wallis havia proposat una pel·lícula sobre Maximilià i Juárez al director Max Reinhardt. En aquell moment, estava interessat en elegir a Luther Adler com a president mexicà. El 1937, Wallis i Jack L. Warner, en un esforç per dissuadir altres estudis d'embarcar-se en un projecte similar, van comprar els drets de pantalla tant de la novel·la The Phantom Crown de Bertita Harding com de l'obra Juarez and Maximilian de Franz Werfel, i el 30 de setembre Aeneas MacKenzie va començar a escriure un primer esborrany sota la supervisió del productor associat Henry Blanke. Segons Blanke, "el nostre problema des del primer moment a l'hora de preparar aquesta història per a la pantalla no va ser de cap manera el de passar per alt els fets, sinó més aviat el d'enganxar-nos a la línia exacta". Per garantir que la pel·lícula fos el més precisa possible, el cap d'investigació de Warner, Herman Lissauer, va adquirir tres-cents llibres sobre el tema, i es van contractar dos historiadors per ajudar-los amb els canvis al guió. Com que Wallis havia decidit elegir a Paul Muni, aleshores un dels actors contractuals més prestigiosos de l'estudi, com Juárez, MacKenzie va rebre instruccions per convertir el paper en el més dominant de la pel·lícula. El seu guió inicial era prou llarg per a dues pel·lícules, i John Huston i Wolfgang Reinhardt van ser cridats per ajudar-lo a retallar-lo. Abem Finkel, que havia contribuït als guions de Marked Woman i Jezabel, va treballar en el diàleg però no va rebre cap crèdit a la pantalla pels seus esforços.
L'agost de 1938, Wallis, Blanke, el director William Dieterle i Muni van viatjar a Mèxic, aturant-se a 15 pobles petits, i després van visitar el Museu Nacional de la Ciutat de Mèxic, on es van guardar els papers personals de Juárez. També van aconseguir trobar un home de 116 anys que s'havia barallat amb Juárez i Porfirio Díaz, i Muni li va preguntar llargament sobre els gestos i els patrons de parla del president. Va treballar amb el maquillador Perc Westmore per transformar el seu rostre perquè s'assemblés a Juárez canviant la seva estructura òssia i el to de la pell, un procés que portava tres hores cada dia. Malgrat que l'actor s'assemblava molt al seu personatge, el cap de l'estudi Jack L. Warner no estava content amb els resultats i es va queixar "Vols dir que estem pagant a Muni tota aquesta massa i ni tan sols el podem reconèixer?" No obstant això, l'audiència de l'estrena a la Ciutat de Mèxic va sorprendre audiblement a primera vista de Muni com a Juárez, sent la semblança tan notable.
El 12 d'octubre de 1938, a Bette Davis se li va oferir el paper de Carlota mentre estava en ple rodatge de Dark Victory. Tot i que el paper era petit, va agrair l'oportunitat de retratar un personatge històric, especialment un que es tornaria boig durant un enfrontament dramàtic amb Napoleo III. Perc Westmore li va demanar que se sotmetés a proves de maquillatge i Orry-Kelly a la vestimenta, però es va negar a fer-ho mentre encara treballava en un altre personatge. Es va presentar al plató el 13 de desembre, dues setmanes després de començar la fotografia principal i una setmana després que s'hagués concedit el seu divorci amb el marit Harmon Nelson, però va anunciar que no estava preparada per filmar la seva primera escena i se'n va anar a casa. El rodatge es va suspendre durant uns quants dies, i quan Davis va tornar a l'estudi es va mostrar inquieta i distreta. Per Nadal estava a prop d'una crisi de nervis. Poc després de les vacances, se li va diagnosticar un cas greu de pleuresia i, com a conseqüència, sovint romania al llit fins a les 15:00, i finalment es va presentar a la feina a última hora de la tarda amb una temperatura alta. El rodatge de l'escena en què Carlota s'enfronta a Napoleo III es va ajornar dos dies fins que es va sentir prou bé per intentar-ho.
John Garfield va interpretar a Porfirio Diaz a petició de Paul Muni, que va aparèixer amb Garfield a l'obra de Broadway Counselor at Law de 1932. Garfield era relativament desconegut a Hollywood en aquell moment, però quan va començar el rodatge ja havia rebut elogis de la crítica per la seva actuació a Four Daughters. Els executius de l'estudi van qüestionar la seva interpretació d'un paper relativament menor a Juarez, però l'actor estava ansiós per aparèixer-hi, així que es va mantenir al repartiment, el seu atractiu de taquilla va aconseguir guanyar el seu fort accent del Bronx. Les crítiques de Garfield van ser uniformement dolentes, i Díaz va demostrar ser l'únic paper d'època que va interpretar en la seva carrera.
L'èpica pel·lícula comptava amb 1.186 actors secundaris actuant en 54 decorats dissenyats pel director d'art Anton Grot i el seu assistent Leo Kuter. El més gran era una rèplica de Mèxic d'11 acres construïda en un ranxo a Calabasas, Califòrnia. Darrere de la sala del tron i la sala d'estar de Maximilià hi havia un teló de fons de la Ciutat de Mèxic de 250 peus de llarg i 50 peus d'alçada, amb Popocatépetl a la distància.
Erich Wolfgang Korngold va investigar la música popular a Mèxic durant el període i va descobrir que era "inequívocament vienesa". Va compondre 3.000 compassos de música per a la partitura, emulant de vegades els ritmes de Frédéric Chopin i Franz Schubert, i el segon tema del primer moviment del seu Concert per a violí es va extreure del seu treball per a la pel·lícula.
La reacció del públic a la primera preestrena va ser tan negativa que la pel·lícula va ser retallada, amb escenes senceres transposades. Es va rodar un nou final pensat per suavitzar la representació de Juárez de Muni, tot i que l'escena en què Juárez visita la catedral on Maximilià es troba i li demana perdó no té cap fonament.
La pel·lícula es va estrenar a la ciutat de Nova York el 24 d'abril de 1939 i es va estrenar el 4 de juny.

## Recepció crítica
En el seu llançament inicial, Frank S. Nugent de The New York Times va observar: "Ideològicament, la nova pel·lícula de Warner és impecable. El que té a dir sobre el conflicte entre imperialista, dèspota benèvol i demòcrata s'ha expressat de manera lògica i eloqüent, amb una fidelitat raonable a fet històric... Però l'aprovació del propòsit i del missatge d'una pel·lícula no pot cegar-se del tot davant d'algunes de les debilitats de la seva estructura. Juarez no s'ha muntat sense problemes. El seu personatge central ha estat desenfocat per un altre menor. S'ha prestat massa poca atenció a les persones subordinades del drama. William Dieterle, que normalment dirigeix tan bé, ha estat culpable en aquest cas d'una càmera sorprenentment estàtica, de tècnica escènica més que cinematogràfica. La pel·lícula dura més de dos hores, que haurien d'haver estat suficients per equilibrar el seu pressupost i la seva trama. No obstant això, està desequilibrada, de caràcter i de narrativa. Possiblement la culpa és del seu muntatge, encara que això no ho explicaria tot". Va continuar: "La pel·lícula sembla que es va dissoldre durant molt de temps d'una sala de consell a l'altra, trencada més aviat inútilment per una cerimònia pomposa d'adopció reial... i de manera espectacular per l'escena bogeria de Carlota i l'atrevida revelació d'un traïdor per part de Juárez. En els dos últims esmentats, la pel·lícula entra brillantment en el veritable mitjà d'expressió cinematogràfica, barreja imatgeria amb eloqüència i vitalitza la seva pantalla, però la mateixa vivacitat d'aquestes seqüències accentua l'estaticisme de moltes de les altres, un estatisme pictòric, ens afanyem a afegir, per la qualitat de l'escriptura és esplèndida, la mesura de l'actuació alta, el concepte admirable". Va concloure " Juarez, amb tots els seus defectes, encara ha de ser qualificat de pel·lícula distingida, memorable i valuosa socialment".
En anys posteriors, Time Out London va declarar: "Només Bette Davis i Gale Sondergaard tenen foc en aquest drama de disfresses de Warner Bros que d'altra manera seria lent", mentre que Channel 4 va assenyalar "Malgrat els adorns, hi ha molt poca substància en aquesta aventura massa cuita."

## Premis i nominacions
Brian Aherne va ser nominat per a l ' Oscar al millor actor secundari, i Tony Gaudio va ser nominat per a l'Oscar a la millor fotografia en blanc i negre.